# Over the Pop
Over the Pop är det tredje studioalbumet av den italienska pop-artisten Sabrina Salerno, utgivet av Casablanca Records år 1991. Det släpptes i två versioner: Original Edition och Picture Disc Edition.
"Siamo donne" av Sabrina är både hennes första singel på italienska och hennes första duett.

## Låtlista

### Original Edition
1. Yeah Yeah – 3:54
2. Vola – 3:35
3. Dirty Boy Look – 4:30
4. With a Boy Like You – 4:30
5. Yesterday Once More – 4:16
6. Shadows of the Night – 4:56
7. Afraid to Love – 4:44
8. Promises in the Dark – 4:06
9. You Can Get It If You Really Want – 4:15
10. Love Dream – 4:31
11. Domination – 4:12
12. Love Is Like Magic – 4:50

### Picture Disc Edition
1. Siamo donne (feat. Jo Squillo) – 3:38
2. Promises in the Dark – 4:18
3. Vola – 3:35
4. You Can Get It If You Really Want – 4:15
5. Dirty Boy Look – 4:27
6. Domination – 4:11
7. Love Is Like Magic – 4:23
8. Yeah Yeah (Remix) – 4:20
9. Afraid to Love – 4:40
10. Love Dream – 4:29
11. With a Boy Like You – 4:46
12. Yesterday Once More – 4:11
13. Shadows of the Night – 4:25
14. Yeah Yeah (A Cappella) – 1:30